# 寺本幸代
寺本幸代（日语：／ Teramoto Yukiyo，1976年2月25日—）是日本女性动画导演。出生于静冈县富士市。

## 人物经历
在静冈县立富士高等学校、日本大学国际关系学部就读过，毕业于代代木动画学院东京校，2000年进入贝加娱乐公司。OVA『动画古典文学馆』第1卷「竹取物语」是其首次导演作品。
寺本幸代自2005年4月播放的电视动画『哆啦A梦』（水田版）从第1回「室内钓鱼池」就担任了原画、分镜、演出。在2007年上映的《大雄的奇幻大冒险〜7人的魔法使〜》中，她就任电影哆啦A梦史上首位女导演，引发日本网友热议。2011年《新・大雄与铁人兵团〜振翅高飞天使们〜》、2013年《大雄的秘密道具博物馆》、2025年《大雄的绘世界物语》再次担任导演。虽然自2009年播出以来一直没有参加《哆啦A梦》的电视系列制作，但在2014年时隔很久再次担任了分镜和演出。2014年，作为TV系列的导演参与《怪盗Joker》制作。2017年，制作2年后（2019年）上映的新作动画电影（标题未发表）。
2013年上映的《哆啦A梦大雄的秘密道具博物馆》票房收入达39.8亿日元，是日本女性动画导演作品的历代最高票房记录。
在《奇幻大冒险》中静香和美夜子的友情、《新・铁人兵团》中莉露露和pippo通过和大雄和静香的接触而改变态度的变化等，这些在新作中追加的小插曲都是由寺本幸代提出的。

## 作品

### 动画
- 周刊故事乐园（日语：週刊ストーリーランド）（2000年-2001年，制作担当）
- 仓鼠俱乐部（日语：ハムスター倶楽部）（2000年，分镜・演出、OP分镜）
- 科斯莫华利亚零（2001年，分镜、演出）
- 巴比尔二世（新版）（2001年，分镜、演出）
- ガンフロンティア（2002年，分镜、演出）
- 呼扇小狗（2002年-2003年，分镜、演出、OP分镜）
- SUBMARINE SUPER 99（2003年，分镜、演出）
- 极道鲜师（2004年，分镜、演出）
- MONSTER（2004年-2005年，演出）
- 哆啦A梦（水田版）（2005年-，分镜、演出、OP3分镜）
- 魔人侦探脑咬ネウロ（2007年-2008年，分镜、演出）
- HUNTER×HUNTER（第2作）（2011年-，分镜、演出、ED5分镜）
- 怪盗Joker（2014年-，导演、#1~27分镜/演出・#1ED分镜/演出）
- 蜡笔小新（2017年，分镜）

### OVA
- 动画古典文学馆“竹取物语”（2003年，导演、分镜、演出、文字书写）
- 动画古典文学馆“万叶集”（2004年，导演、分镜、演出、文字书写）
- 我爱上妹妹（2004年，导演、分镜、导演）

### 电影
- 大雄的奇幻大冒险〜7人的魔法使〜（2007年，导演、分镜）
- 大雄的人鱼大海战（2010年，附加映像）
- 新・大雄与铁人兵团〜振翅高飞天使们〜（2011年，导演、分镜、插曲作词）
- 大雄与奇迹之岛〜动物冒险〜（2012年，附加影像）
- 大雄的秘密道具博物馆（2013年，导演、分镜）
- 大雄的地球交響樂（2024年，附加映像）
- 大雄的繪畫世界物語（2025年，导演）[2]
- 县厅招待课动画部分（2013年，导演）

### 其他
- 连载书 大雄的奇幻大冒险〜美夜子的故事〜（2007年，水彩插图绘制）
- 动画简报11月号Vol.449新人开始了导演 第2回（2015年，采访）
- 日本川崎市藤子·F·不二雄博物馆上映短片 哆啦A梦&F角色全明星《月面竞赛大危机！？》（2019年，导演）
- 日本川崎市藤子·F·不二雄博物馆上映短片 多啦A夢&F角色全明星《一點點不可思議的高速列車》（2021年，导演）